# 道和環球

道和環球集團有限公司，簡稱道和環球集團和道和環球（其前身為林麥．威士文國際集團股份有限公司和林麥集團有限公司）（港交所：0915）為新加坡證券交易所前上市公司的全威國際控股有限公司旗下公司，是一家在香港交易所上市的綜合企業公司。主要業務是採購和提供供應鏈管理解決方案，客戶包括多個國家之連鎖式零售營運商、品牌、批發商、郵購公司及百貨公司。全球網絡更佈滿三十六個城市、二十五個國家和區域等地。後來公司積極發展互聯網游戲化社交為新業務。新業務由子辰主理。

## 外部連線
- 林麥集團網站 （页面存档备份，存于）